# Generarea distribuită
Termenul de generarea distribuită se referă la generarea de energie electrică în apropierea locului de consum a acesteia.

## Istoric
În prima fază, după inventarea generatoarelor și motoarelor electrice, producerea energiei electrice a avut un caracter local. Rețelele electrice au apărut la sfârșitul secolului XIX  ca urmarea a necesității legării mai multor consumatori de curent electric la generatoarele de energie electrică. Ele au fost realizate la început în curent continuu, iar mai apoi după războiul curenților  în curent alternativ. De la începutul secolului XX începe dezvoltarea de rețele electrice în orașe având stații de generare proprii cu caracteristici diferite. A urmat necesitatea conectării acestora între ele după apariția marilor centrale termice și hidraulice situate în locații îndepărtate cu o producție de energie ce depășea cu mult necesitățile unei singure localități. În Europa companiile de producere a energiei electrice, în anul 1950, ajung la concluzia necesității interconectării rețelelor naționale, astfel că în anul 1967 se vor sincroniza rețelele Franței, Germaniei și Elveției având avantajul posibilității sprijinirii reciproce în producție. Actualmente statele continentale ale Uniunii Europene, mai puțin cele scandinave făcând parte din rețeaua NORDEL, sunt legate în rețeaua UCTE.

## Caracteristicile producției centralizate
- nu asigură întotdeauna o exploatare optimă din punct de vedere a randamentului și a emisiei de gaze cu efect de seră
- rețelele sunt sensibile la căderi ale centralelor de alimentare importante
- necesită investiții mari în capacități de producție și infrastructură
- centralele pe bază de combustibili fosili contribuie la degradarea mediului
- fiind situate la distanță destul de mare față de consumator, apar pierderi semnificative pe rețeaua de transport

## Caracteristicile producției distribuite

### Avantaje
- generarea de energie cu impact scăzut asupra mediului
- mărirea siguranței în alimentare prin diversificarea surselor de energie
- crearea unei piețe de energie mai competitive
- mărirea eficienței generării de energie
- posibilitatea participării micilor consumatorilor și consumatorilor individuali la generarea de energie de calitate ridicată
- reducerea încărcării rețelei în cazul  marilor consumatori
- capacități mai mari de export datorită rețelelor descongestionate
- reducerea pierderiolor de energie în rețea prin situarea generării în apropierea locului de consum
- reducerea cheltuielilor de transport și distribuție (valabilitatea acestui avantaj este pusă sub semnul întrebării[3]

### Dificultăți
- rețelele actuale nu sunt dimensionate pentru a prelua cantitatea crescută de energie generată la nivelul de distribuție (joasă tensiune)
- cerința de fiabilitate de 99% impusă de economia europeană este greu de realizat de unități singulare de generare
- compatibilizarea unei surse distribuite cu funcționare intermitentă cu un consumator cu consum discontinuu este dificilă

### Mod de  implementare

#### Rețele insulare
Prin legarea mai multor producători și consumatori de energie electrică situați în locuri izolate (ex. sate izolate în locuri greu accesibile, insule, etc), fără a avea racordare la rețeaua publică rezultă rețele autonome prezentând caracteristicile definite pentru rețelele distribuite.

#### Racordare la rețeaua publică
Pentru a face posibilă racordarea diferitelor surse de energie la rețeaua publică se impun o serie de cerințe, atât pe partea de generare cât și în ceea ce privește managementul rețelei pentru a asigura compatibilizarea acestora.
Termenul de rețea inteligentă caracterizează o rețea de transmitere și distribuție de energiei electrică ce are incorporate componente de rețea convențională și elemente de tehnică de vârf, tehnologii avansate de măsură și monitorizare, IT, și comunicații în scopul măririi performanței rețelei și asigurării unei game largi de servicii către consumatori. Caracteristicile specifice definite sunt: o siguranță mai mare vizavi de defecțiuni respectiv atacuri cibernetice, sprijinirea generării distribuite de energie, un management mai bun al consumului la nivel de utilzator, posibilitatea schimbării sensului fluxului de energie între consumatori și rețea, etc.
Fostul vicepreședinte al SUA Al Gore, distins cu premiul Nobel pentru pace pe anul 2007, în cadrul unei conferințe ținute la Universitatea din New York a făcut referire la rețelele inteligente numindu-le electranet spre asemănare cu internetul. 
.
Generarea distribuită presupune o colaborare între producătorii de energie și entitățile de transport și distribuție, fiind necesară o schimbare de optică. Acest lucru poate fi înlesnit prin considerarea mai multor producători mici, apropiați geografic, ca fiind legați între ei pe partea de joasă tensiune și făcând parte din așa numite centrale virtuale conduse prin intermediul unui sistem de management al generării distribuite( Demand Side Management - DSM).
Pentru compensarea oscilațiilor din rețea datorate capacității neuniforme a surselor de energie regenerabilă și a utilizării pe scară largă a generării distribuite, a apărut și necesitatea constituirii de centrale virtuale de reglare ).